# Habitatge al Camí Ral, 411 (Mataró)
L'Habitatge al Camí Ral, 411 és una obra de Mataró (Maresme) protegida com a Bé Cultural d'Interès Local.

## Descripció
Casa entre mitgeres de planta baixa i dues plantes pis. A la planta baixa hi ha una àmplia obertura d'accés a un local comercial i la porta de l'escala als pisos superiors. Al primer pis hi ha un balcó longitudinal amb dues obertures i al segon pis hi ha dos balcons. Totes les obertures de les plantes pis presenten arcs escarsers. L'edifici acaba amb un fris amb les obertures de ventilació de les golfes i una cornisa amb dentellons que aguanta l'acroteri amb dos florons als extrems.
Aquesta casa forma part de la façana sud de la Rambla que es reformà totalment amb motiu de les obres d'urbanització d'aquesta (1928).